# Salares
Salares là một đô thị trong tỉnh Málaga, cộng đồng tự trị Andalusia Tây Ban Nha. Đô thị này có diện tích là 11 ki-lô-mét vuông, dân số năm 2009 là 214 người với mật độ 59,4 người/km². Đô thị này có cự ly 58 km so với tỉnh lỵ Málaga.